# (1202) Marina
(1202) Marina – planetoida należąca do zewnętrznej części pasa głównego asteroid okrążająca Słońce w ciągu 7 lat i 346 dni w średniej odległości 3,98 au. Została odkryta 13 września 1931 roku w Obserwatorium Simejiz na górze Koszka na Półwyspie Krymskim przez Grigorija Nieujmina. Nazwa planetoidy pochodzi od Mariny Dawidownej Ławrowej-Berg, która pracowała w Obserwatorium w Pułkowie w latach 1931-1942. Przed nadaniem nazwy planetoida nosiła oznaczenie tymczasowe (1202) 1931 RL.